# Україна без грошей
«Україна без грошей» (рос. Украина без денег) — російськомовна пізнавально-розважальна телепрограма про подорожі Україною, виконана в форматі відеоблогу. Кожен випуск присвячений одному з українських міст і тому, як туристу відпочити, не витративши жодної копійки. Формат створений для YouTube, повтори виходять на телеканалі ATV.

## Правила
Ведучий відправляється у подорож та інспектує кожне місто за п'ятьма критеріями: транспорт, пам'ятки, чистота, привітність та сфера послуг. У результаті перевірки населеному пункту виставляється оцінка від 0 до 5 балів, а після чого складається загальний рейтинг. Головна ціль проекту: об'їхати всю Україну, не витративши жодної гривні. Саме з цим і пов'язана назва телепрограми.

## Формат
З самого початку проект створювався у форматі блогу, випуски виходили щотижня на каналі YouTube, а усім процесом виробництва займався відеоблогер Ярослав Гула. У 2015 році програма стала виходити на телебаченні. Проект повинен був закінчитися випуском про Київ, прем'єра якого відбулася 3 квітня 2016 року, але в жовтні відеоблогер заявив про продовження та відновлення «Украины без денег».

## Список випусків
| 1 сезон              |                        |                        |                   |                   |
| 1 сезон              | Номер                  | Місто                  | Оцінка            | Прем'єра випуску  |
| -------------------- | ---------------------- | ---------------------- | ----------------- | ----------------- |
| 1 сезон              | 1 (1)                  | Ніжин                  | 4,6               | 5 листопада 2014  |
| 1 сезон              | 2 (2)                  | Біла Церква            | 4,5               | 12 листопада 2014 |
| 1 сезон              | 3 (3)                  | Глухів                 | 4,4               | 19 листопада 2014 |
| 1 сезон              | 4 (4)                  | Харків                 | 4,4               | 26 листопада 2014 |
| 1 сезон              | 5 (5)                  | Івано-Франківськ       | 4,4               | 3 грудня 2014     |
| 1 сезон              | 6 (6)                  | Кам'янець-Подільський  | 4,2               | 10 грудня 2014    |
| 1 сезон              | 7 (7)                  | Дніпро                 | 4,8               | 17 грудня 2014    |
| 1 сезон              | 8 (8)                  | Коростень              | 3,8               | 24 грудня 2014    |
| 1 сезон              | 9 (9)                  | Чернігів               | 4,6               | 7 січня 2015      |
| 1 сезон              | 10 (10)                | Житомир                | 4,4               | 14 січня 2015     |
| 1 сезон              | 11 (11)                | Мукачево               | 4,4               | 21 січня 2015     |
| 1 сезон              | 12 (12)                | Вінниця                | 4,5               | 28 січня 2015     |
| 1 сезон              | 13 (13)                | Ковель                 | 4,8               | 5 лютого 2015     |
| 1 сезон              | 14 (14)                | Ізмаїл                 | 4,8               | 13 лютого 2015    |
| 1 сезон              | 15 (15)                | Переяслав-Хмельницький | 4,4               | 20 лютого 2015    |
| 1 сезон              | 16 (16)                | Львів                  | 4,8               | 9 березня 2015    |
| 2 сезон              |                        |                        |                   |                   |
| Номер                | Місто                  | Оцінка                 | Прем'єра випуску  |                   |
| 1 (17)               | Шостка                 | 3,8                    | 24 квітня 2015    |                   |
| 2 (18)               | Бердичів               | 4,5                    | 1 травня 2015     |                   |
| 3 (19)               | Трускавець             | 4,9                    | 8 травня 2015     |                   |
| 4 (20)               | Полтава                | 4,5                    | 15 травня 2015    |                   |
| 5 (21)               | Луцьк                  | 4,7                    | 29 травня 2015    |                   |
| 6 (22)               | Черкаси                | 4,0                    | 5 червня 2015     |                   |
| 7 (23)               | Нікополь               | 3,6                    | 12 червня 2015    |                   |
| 8 (24)               | Тернопіль              | 4,9                    | 26 червня 2015    |                   |
| 9 (25)               | Суми                   | 4,3                    | 3 липня 2015      |                   |
| 10 (26)              | Чернівці               | 5,0                    | 10 липня 2015     |                   |
| 11 (27)              | Рівне                  | 4,5                    | 17 липня 2015     |                   |
| 12 (28)              | Ужгород                | 4,3                    | 24 липня 2015     |                   |
| 3 сезон              |                        |                        |                   |                   |
| Номер                | Місто                  | Оцінка                 | Прем'єра випуску  |                   |
| 1 (29)               | Одеса                  | 5,0                    | 11 вересня 2015   |                   |
| 2 (30)               | Миргород               | 4,6                    | 18 вересня 2015   |                   |
| 3 (31)               | Хмельницький           | 4,0                    | 25 вересня 2015   |                   |
| 4 (32)               | Умань                  | 4,1                    | 2 жовтня 2015     |                   |
| 5 (33)               | Мелітополь             | 4,7                    | 16 жовтня 2015    |                   |
| 6 (34)               | Білгород-Дністровський | 4,3                    | 23 жовтня 2015    |                   |
| 7 (35)               | Херсон                 | 4,5                    | 30 жовтня 2015    |                   |
| 8 (36)               | Святогірськ            | 4,7                    | 6 листопада 2015  |                   |
| 9 (37)               | Кременчук              | 3,5                    | 17 листопада 2015 |                   |
| 10 (38)              | Кропивницький          | 4,5                    | 25 листопада 2015 |                   |
| 11 (39)              | Новгород-Сіверський    | 4,7                    | 4 грудня 2015     |                   |
| 12 (40)              | Миколаїв               | 4,1                    | 26 грудня 2015    |                   |
| 13 (41)              | Яремче                 | 5,0                    | 7 січня 2016      |                   |
| 14 (42)              | Конотоп                | 4,3                    | 16 січня 2016     |                   |
| 15 (43)              | Кривий Ріг             | 4,0                    | 26 січня 2016     |                   |
| 16 (44)              | Коломия                | 3,7                    | 6 лютого 2016     |                   |
| 17 (45)              | Канів                  | 4,6                    | 20 лютого 2016    |                   |
| 18 (46)              | Запоріжжя              | 4,3                    | 1 березня 2016    |                   |
| 19 (47)              | Слов'янськ Краматорськ | 4,5                    | 12 березня 2016   |                   |
| 20 (48)              | Київ                   |                        | 3 квітня 2016     |                   |
| 4 сезон «Нові міста» |                        |                        |                   |                   |
| Номер                | Місто                  | Оцінка                 | Прем'єра випуску  |                   |
| 1 (49)               | Горішні Плавні         | 4,4                    | 27 жовтня 2016    |                   |
| 2 (50)               | Чорноморськ            | 4,5                    | 7 листопада 2016  |                   |
| 3 (51)               | Кролевець Путивль      | 4,6 4,4                | 19 листопада 2016 |                   |
| 4 (52)               | Ізюм                   | 4,0                    | 24 грудня 2016    |                   |
| 5 (53)               | Лисичанськ             | 4,0                    | 25 січня 2017     |                   |
| 6 (54)               | Дрогобич               | 3,9                    | 13 лютого 2017    |                   |
| 7 (55)               | Жмеринка               | 2,3                    | 3 березня 2017    |                   |
| 8 (56)               | Маріуполь              | 2,8                    | 23 березня 2017   |                   |
| 9 (57)               | Останній випуск        |                        | 10 квітня 2017    |                   |

## Спін-офф «Беларусь без денег»
"Білорусь без грошей" (біл. "Беларусь без грошай") - продовження мандрівок, зроблене у форматі попереднього проекту. Головною відмінністю стало те, що ведучий подорожує не сам, а з оператором. Також була введена нова система оцінювання: критерій "Привітність" змінено на "Люди" (пятьом мешканцям міста ставиться одне запитання, а потім виставляється бал).
| Номер | Місто      | Оцінка | Прем'єра випуску  |
| ----- | ---------- | ------ | ----------------- |
| 1     | Полоцьк    | 4,5    | 23 серпня 2018    |
| 2     | Гомель     | 3,7    | 10 жовтня 2018    |
| 3     | Солігорськ | 3,6    | 16 листопада 2018 |
| 4     | Ліда       | 4,3    | 4 січня 2019      |
| 5     | Мозир      | 2,5    | 3 серпня 2019     |
| 6     | Брест      | 4,5    | 5 лютого 2020     |

## Спін-офф «Россия без денег»
У ведучого є тільки 24 години, щоб показати столицу Росії в стилі свят. Це спеціальний випуск, присвячений новорічній поїздці до Москви, складається з двох частин.
| Новорічний випуск |        |                  |
| Новорічний випуск | Місто  | Прем'єра випуску |
| ----------------- | ------ | ---------------- |
| Новорічний випуск | Москва | 1 січня 2017     |
| Новорічний випуск | Москва | 14 січня 2017    |

## Факти
- За весь час найвищий бал у програмі — 5,0 отримали тільки три міста: Чернівці, Одеса та Яремче[1].
- Символом проекту була дерев'яна рамка, на якій записувалися назви міст, де відбулись перевірки. У випуску про Київ Ярослав все ж таки витратив гроші, тобто порушив правила, тому хлопець розбив скло рамки. Це говорить про те, що проект мав закінчитися.
- Проект від початку до кінця створювався однією людиною. Зйомки в кожному місті тривали один день, за винятком Львова, Одеси та Києва.
- У 55-му випуску про Жмеринка ведучий виставив найнижчу оцінку (2,3) за всю історію проекту[2].
- Деякі випуски присвячені двом містам: 30 — Миргород та Великі Сорочинці, 47 — Слов'янськ та Краматорськ, 51 — Кролевець та Путивль.